# Hamlin (Texas)
Hamlin is een plaats (city) in de Amerikaanse staat Texas, en valt bestuurlijk gezien onder Fisher County en Jones County.

## Demografie
Bij de volkstelling in 2000 werd het aantal inwoners vastgesteld op 2248.
In 2006 is het aantal inwoners door het United States Census Bureau geschat op 1988, een daling van 260 (-11,6%).

## Geografie
Volgens het United States Census Bureau beslaat de plaats een oppervlakte van
13,8 km², geheel bestaande uit land.

## Plaatsen in de nabije omgeving
De onderstaande figuur toont nabijgelegen plaatsen in een straal van 32 km rond Hamlin.

## Geboren
- Jae Head (27 december 1996), acteur